# لوف جاكمونتي
لوف جاكمونتي (الاسم العلمي:Arum jacquemontii) هو نوع من النباتات يتبع جنس اللوف من الفصيلة اللوفية.